# Municipio de South Macon
El municipio de South Macon (en inglés: South Macon Township) es un municipio ubicado en el condado de Macon en el estado estadounidense de Illinois. En el año 2010 tenía una población de 1457 habitantes y una densidad poblacional de 16,68 personas por km².

## Geografía
El municipio de South Macon se encuentra ubicado en las coordenadas 39°41′51″N 88°58′28″O / 39.69750, -88.97444. Según la Oficina del Censo de los Estados Unidos, el municipio tiene una superficie total de 87.36 km², de la cual 87,36 km² corresponden a tierra firme y (0 %) 0 km² es agua.

## Demografía
Según el censo de 2010, había 1457 personas residiendo en el municipio de South Macon. La densidad de población era de 16,68 hab./km². De los 1457 habitantes, el municipio de South Macon estaba compuesto por el 98,08 % blancos, el 0,21 % eran afroamericanos, el 0,34 % eran amerindios, el 0,07 % eran isleños del Pacífico y el 1,3 % eran de una mezcla de razas. Del total de la población el 0,96 % eran hispanos o latinos de cualquier raza.